# Río San Carlos (Paraguay)
El río San Carlos o riacho San Carlos es un río  en el departamento de Alto Paraguay,  Paraguay. Posee una longitud de 200km, y fluye en dirección oeste -este, su cuenca abarca 18,000 km², y se encuentra a una elevación de 68 m s. n. m.
El río fluye en proximidades de las localidades de San Carlos y Puerto Recife, corriendo paralelo al riacho Alegre. El río San Carlos es afluente del río Paraguay por su margen derecha algunos kilómetros antes de la confluencia con el río Apa.